# Choctaw County (Alabama)
Choctaw County is een county in de Amerikaanse staat Alabama.
De county heeft een landoppervlakte van 2.366 km² en telt 15.922 inwoners (volkstelling 2000). De hoofdplaats is Butler.

## Bevolkingsontwikkeling

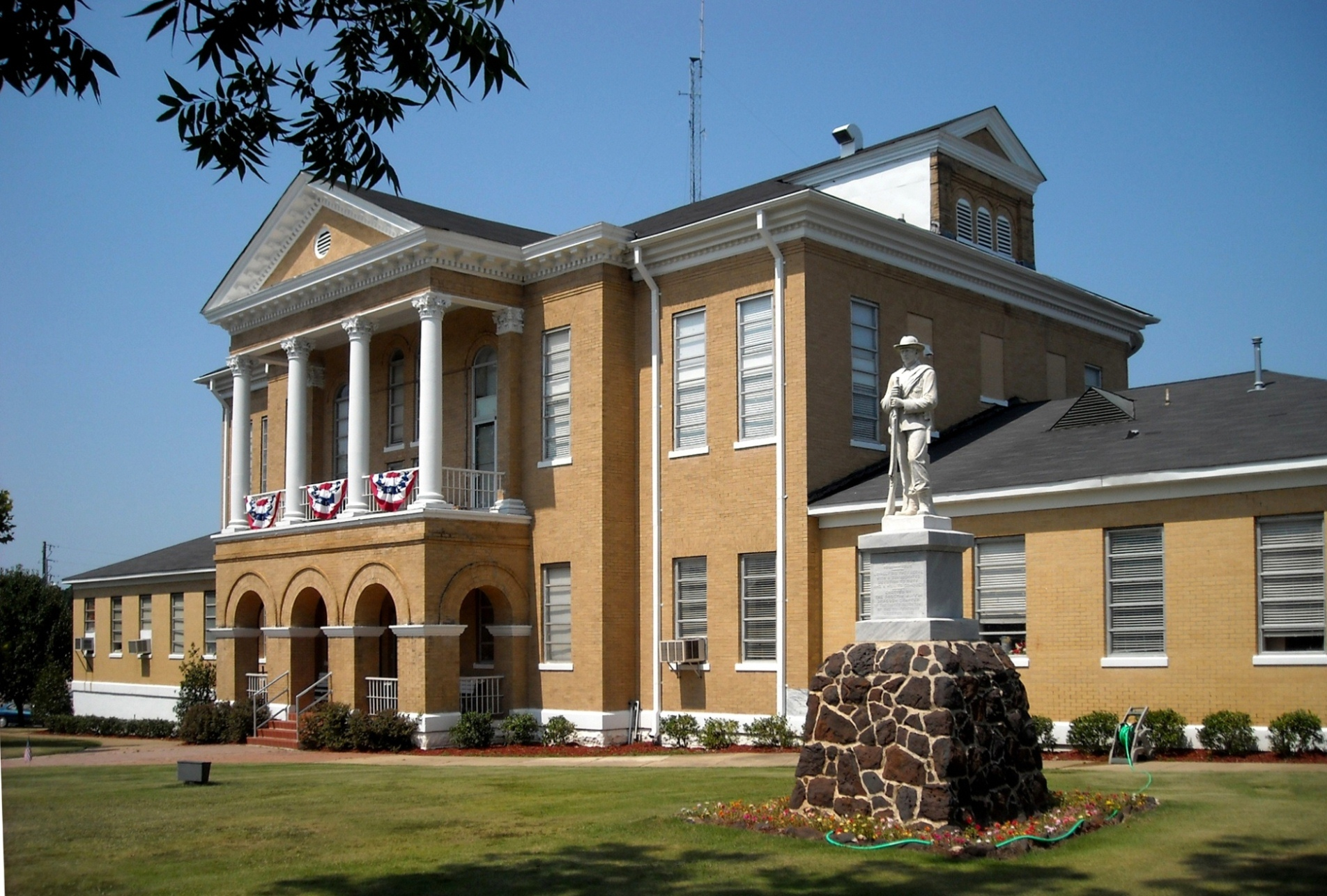
Choctaw County Courthouse